# Paidotrophos
Paidotrophos (altgriechisch Παιδοτρόφος Paidotróphos, deutsch ‚die Kinder Ernährende, Mutter‘) ist ein Epitheton der griechischen Göttin Artemis in der messenischen Stadt Korone. 
Pausanias berichtet, dass Artemis Paidotrophos neben Dionysos und Asklepios einen Tempel in der Stadt besaß.